# Coleophora maculipennella
Coleophora maculipennella é uma espécie de mariposa do gênero Coleophora pertencente à família Coleophoridae.